# Gotitas de amor (livealbum)
Gotitas de amor är det första livealbumet från den belgiska sångerskan Belle Perez. Det är en liveversion av studioalbumet med samma titel.  Albumet gavs ut år 2007 och består av två CD-skivor. Den första skivan är en studio-CD med tolv låtar och den andra är en live-CD med sexton låtar. Albumet debuterade på plats 93 på den belgiska albumlistan den 5 maj 2007 och nådde plats 60 den tredje veckan, den 19 maj. Det låg två veckor i rad på plats 60 och totalt 6 veckor på listan.

## Låtlista

### CD 1
1. El mundo bailando
2. Ave Maria
3. Gotitas de amor
4. Amor latino
5. Quién eres
6. Ay mi vida
7. Hoy (Le pido a dios)
8. Mi primer amor
9. Fiesta
10. La distancia
11. Salomé
12. Gotitas de amor (Maxi Version)

Alla spår på CD-1 är studioversioner.

### CD 2
1. Amor latino
2. Ave Maria
3. Salomé
4. Dime
5. Ay mi vida
6. Hijo de la Luna
7. Sobrevivire
8. Gotitas de amor
9. Cuba
10. Tu y yo
11. Que viva la vida
12. Real Love
13. Don't Play With My Heart
14. Alegría
15. Enamorada
16. El mundo bailando (Acoustic)

Alla spår på CD-2 är liveversioner.

## Listplaceringar
| Lista (2007) | Topplacering |
| ------------ | ------------ |
| Belgien      | 60           |